# 의정관
의정관(일본어: 議政官 ぎせいかん[*])은 일본의 율령제에서 대신, 대납언, 중납언, 참의로 이루어진, 태정관의 내부 의사결정기관이다.
한편 메이지 시대 초기에 설치된 입법부도 의정관이라 한다.